# حدواسط فعال
حدواسط فعال (به انگلیسی: Reactive intermediate) یک مولکول به شدت واکنش‌پذیر با انرژی بالا و طول عمر کوتاه است. هنگامی که یک در یک واکنش شیمیایی یک واکنش‌دار میانجی ایجاد می‌شود سعی می‌کند به سرعت به یک مولکول پایدارتر تبدیل شود تنها در موارد استثنا این واکنش‌دار ذخیره می‌شود یا در واکنش همکاری نمی‌کند، مانند دماهای پایین و ایزوله‌سازی ماتریسی. هنگامی که حضور یک واکنش‌دار میانجی در واکنش معلوم شد، این ماده روشن می‌کند که چگونه یک واکنش شیمیایی روی می‌دهد.
بیشتر واکنش‌های شیمیایی به بیش از یک گام ابتدایی برای کامل شدن نیاز دارند و یک واکنش‌دار میانجی یک محصول با انرژی بالا و نسبتاً پایدار در یکی از گام‌های میانی واکنش است. زنجیرهٔ این گام‌ها با هم یک سازوکار را به وجود می‌آورد. یک واکنش‌دار میانجی با واکنشگر یا محصول یک واکنش میانی ساده متفاوت است و معمولاً نمی‌توان آن را نسبت به دیگر مواد واکنش ایزوله کرد تنها گاهی می‌توان با کمک روش‌های طیف‌بینی آن را مشاهده کرد. هنگامی که می‌گوییم واکنش‌دار میانجی نسبتاً پایدار است به این معنی است که یک واکنش ابتدایی آن را تشکیل می‌دهد و همان واکنش ابتدایی لازم است تا آن را از بین ببرد.
هنگامی که یک واکنش‌دار میانجی قابل مشاهده نیست باید وجود آن را با کمک آزمایش و تجربه استنباط کرد. برای این کار باید شرایط واکنش مانند دما یا غلظت را تغییر داد یا روش‌هایی از سینتیک، ترمودینامیک یا طیف‌بینی را اعمال کرد. واکنش‌دارهای میانجی با پایهٔ کربن عبارتند از: رادیکال آزاد، کاربن کربوکاتیون، کربانیون، آرین و کربین.

واکنش‌دارهای میانجی کربن
رادیکال
کاربن
کربوکاتیون
کربانیون
کربین
بنزین (یک آرین)